# Li Yanmei
Li Yanmei (chiń. 李艳梅; ur. 6 lutego 1990 w Chaozhou) – chińska lekkoatletka specjalizująca się w trójskoku, uczestniczka igrzysk olimpijskich.
Medalistka mistrzostw Azji juniorów w trójskoku i skoku w dal (2008). Czwarta zawodniczka konkursu trójskoku podczas halowych igrzysk azjatyckich z 2009. W 2011 zajęła 4. miejsce na mistrzostwach Azji w Kobe. Na początku 2012 zdobyła srebro halowych mistrzostw Azji. Zajęła 7. miejsce podczas halowego czempionatu globu w Stambule. Startowała na igrzyskach olimpijskich w Londynie, na których zajęła 30. miejsce w eliminacjach i nie awansowała do finału. Piąta zawodniczka halowych mistrzostw świata w Sopocie (2014). W 2015 zdobyła srebrny medal podczas mistrzostw Azji.
Medalistka mistrzostw Chin.
Rekordy życiowe: stadion – 14,35 (15 maja 2011, Szanghaj); hala – 14,27 (23 lutego 2011, Nankin).

## Osiągnięcia
| Rok  | Impreza                     | Miejsce   | Lokata            | Wynik (m) |
| ---- | --------------------------- | --------- | ----------------- | --------- |
| 2008 | Mistrzostwa Azji juniorów   | Dżakarta  | 1. miejsce        | 13,60     |
| 2008 | Mistrzostwa świata juniorów | Bydgoszcz | 6. miejsce        | 13,23     |
| 2009 | Halowe igrzyska azjatyckie  | Hanoi     | 4. miejsce        | 13,68     |
| 2011 | Mistrzostwa Azji            | Kobe      | 4. miejsce        | 13,97     |
| 2011 | Mistrzostwa świata          | Daegu     | el. – 29. miejsce | 13,52     |
| 2012 | Halowe mistrzostwa Azji     | Hangzhou  | 2. miejsce        | 13,73     |
| 2012 | Halowe mistrzostwa świata   | Stambuł   | 7. miejsce        | 14,02     |
| 2012 | Igrzyska olimpijskie        | Londyn    | el. – 30. miejsce | 13,43     |
| 2014 | Halowe mistrzostwa świata   | Sopot     | 5. miejsce        | 14,19     |
| 2014 | Puchar interkontynentalny   | Marrakesz | 5. miejsce        | 13,37     |
| 2014 | Igrzyska azjatyckie         | Incheon   | 4. miejsce        | 13,71     |
| 2015 | Mistrzostwa Azji            | Wuhan     | 2. miejsce        | 13,57     |
| 2015 | Mistrzostwa świata          | Pekin     | el. – 20. miejsce | 13,57     |